# Cenggu
Cenggu is een bestuurslaag in het regentschap Bima van de provincie West-Nusa Tenggara, Indonesië. Cenggu telt 3062 inwoners (volkstelling 2010).